# Keon Ellis
Keon Ellis (ur. 8 stycznia 2000 w Eustis) – amerykański koszykarz, występujący na pozycji rzucającego obrońcy, obecnie zawodnik Sacramento Kings oraz zespołu G-League – Stockton Kings.

## Osiągnięcia
Stan na 21 lutego 2023, na podstawie, o ile nie zaznaczono inaczej.
NJCAA
- Mistrz konferencji Suncoast (2019, 2020)
- Koszykarz roku konferencji Suncoast (2020)
- Zaliczony do:
  - I składu:
    - Suncoast (2020)
    - All-State (2020)

  - II składu:
    - NJCAA DI All-American (2020)
    - Suncoast (2019)

NCAA
- Uczestnik rozgrywek:
  - Sweet 16 turnieju NCAA (2021)
  - turnieju NCAA (2021, 2022)
- Mistrz:
  - turnieju konferencji Southeastern (SEC – 2021)
  - sezonu regularnego konferencji SEC (2021)
- Zaliczony do I składu:
  - defensywnego SEC (2022)
  - SEC Community Service Team (2022)
- Lider SEC w skuteczności rzutów wolnych (2022 – 88,1%)